# ضباب عام 2015 على جنوب شرق آسيا
ضباب عام 2015 على جنوب شرق آسيا هي أزمة تلوث هواء عابرة للحدود أثرت على العديد من البلدان الواقعة في منطقة جنوب شرق آسيا، ومن بينها بروناي، وإندونيسيا (ولا سيما جزيرة سومطرة وجزيرة بورنيو)، والفلبين، وجنوب تايلاند، وفيتنام، وكمبوديا، وسنغافورة، وماليزيا. أثر الضباب على إندونيسيا بدءًا من نهايات شهر يونيو (حزيران) على أقل تقدير، واستمر حتى نهاية شهر أكتوبر (تشرين أول)، وتحول إلى مشكلة دولية أثرت على عدد من البلدان الأخرى بحلول شهر سبتمبر (أيلول) من عام 2015. تعتبر مشكلة ظهور للضباب في جنوب شرق آسيا، مشكلة بيئية طويلة الأمد، إذ تحدث بصورة متكررة وبكثافة متفاوتة خلال كل موسم جاف في المنطقة. ويعزى السبب الرئيسي في ظهور الضباب على جنوب شرق آسيا إلى حرائق الغابات الناجمة عن ممارسات قطع وحرق الأراضي التي تتم على الجزر الإندونيسية، وخاصة جزيرة سومطرة وجزيرة كليمنتان، والتي انتشرت بسرعة بعد ذلك خلال موسم الجفاف.
ذكر المجلس الوطني الإندونيسي لإدارة الكوارث في 4 سبتمبر 2015 أن هناك ست مقاطعات إندونيسية أعلنت حالة الطوارئ بسبب الضباب. كانت هذه المقاطعات هي رياو، وجامبي، وسومطرة الجنوبية، وكليمنتان الغربية، وكليمنتان الوسطى، وكليمنتان الجنوبية. اضطرت الحكومة الإندونيسية بعد ذلك لإعلان حالة الطوارئ مرة أخرى في مقاطعة رياو في 14 سبتمبر من نفس العام، وفرّ الآلاف من سكان مدينة بيكانبارو عاصمة مقاطعة رياو إلى المدن القريبة من ميدان وبادانج. وصل مؤشر معايير الملوثات الذي سُجّل في مقاطعة كليمنتان الوسطى في يوم 24 أكتوبر إلى رقم قياسي بلغ 1801.
تأثر ما يزيد عن 28 مليون شخص في إندونيسيا وحدها بأزمة ضباب عام 2015، وأبلغ أكثر من 140.000 عن تعرضهم للإصابة بأمراض الجهاز التنفسي الناجمة عن تلوث الهواء.
تسبب الضباب على جنوب شرق آسيا في عام 2015 وفقًا لدراسة أجرتها جامعة هارفارد في كولومبيا عام 2016 في وفاة أكثر من 100,000 شخص معظمهم في إندونيسيا التي شهدت وحدها وفاة ما يزيد عن 90 ألف شخص بسبب الأزمة، بيد أن السلطات الصحية في كل من إندونيسيا وسنغافورة وماليزيا دحضت هذا الإدعاء في وقت لاحق. وقد ثبت أن الضباب الناجم عن حرائق الغابات الإندونيسية يزيد من الأمراض المرتبطة بالضباب مثل أمراض الجهاز التنفسي العلوي والتهاب الملتحمة الحاد في سنغافورة.
قدرت الحكومة الإندونيسية أن أزمة الضباب ستكلفها للتخفيف من آثارها ما بين 300 و475 تريليون روبية (أي ما يصل إلى 35 مليار دولاراً أمريكياً أو نحو 47 مليار دولاراً سنغافورياً).أغلقت المدارس خلال الأزمة بسبب الضباب في كل من إندونيسيا وماليزيا وسنغافورة، وأثرت الأزمة على ما يقرب من أربعة ملايين طالب في ماليزيا وحدها. كانت بطولة كأس العالم للسباحة لعام، والتي كان من المزمع أن تستضيفها سنغافورة، واحدة من بين الأحداث التي تعطلت بسبب الضباب، كما ألغي في ذلك العام ماراثون كوالالمبور في ماليزيا.
أدت الأمطار الغزيرة في مقاطعات سومطرة وكليمنتان في الأيام الأخيرة من شهر أكتوبر عام 2015 إلى انخفاض كبير في حجم وعدد الحرائق، مما ساعد على تحسين جودة الهواء في معظم المناطق المتضررة. ومن ثم توقفت وكالة الطاقة النووية في سنغافورة عن إصدار تحذيرات الضباب اعتبارًا من 15 نوفمبر 2015.

## نظرة عامة
كافحت إندونيسيا لسنوات لاحتواء حرائق الغابات، خاصة في جزر سومطرة وكليمنتان. صدقت إندونيسيا في سبتمبر 2014 على اتفاقية رابطة دول جنوب شرق آسيا بشأن قانون التلوث بالضباب العابر للحدود، وكانت هي آخر دولة من رابطة دول جنوب شرق آسيا توقع على هذه الاتفاقية. تدعو هذه الاتفاقية إندونيسيا إلى اتخاذ خطوات لحل المشكلة من خلال جهودها الخاصة أو من خلال التعاون الدولي، وإلا ستواجه إجراءات قانونية بناءًا على تأثير الضباب على جيرانها من الدول الواقعة في منطقة جنوب شرق آسيا. أصدرت سنغافورة في عام 2014 أيضًا قوانين تسمح لها بمحاكمة الأشخاص والشركات التي تساهم في التسبب في حدوث الضباب. وفي أوائل أغسطس عام 2015 لم تحضر إندونيسيا مؤتمر رابطة دول جنوب شرق آسيا على الرغم من أن كل من كمبوديا، ولاوس، وتايلاند، وميانمار، وفيتنام اجتمعت لمناقشة مشكلة الضباب.

## الأسباب

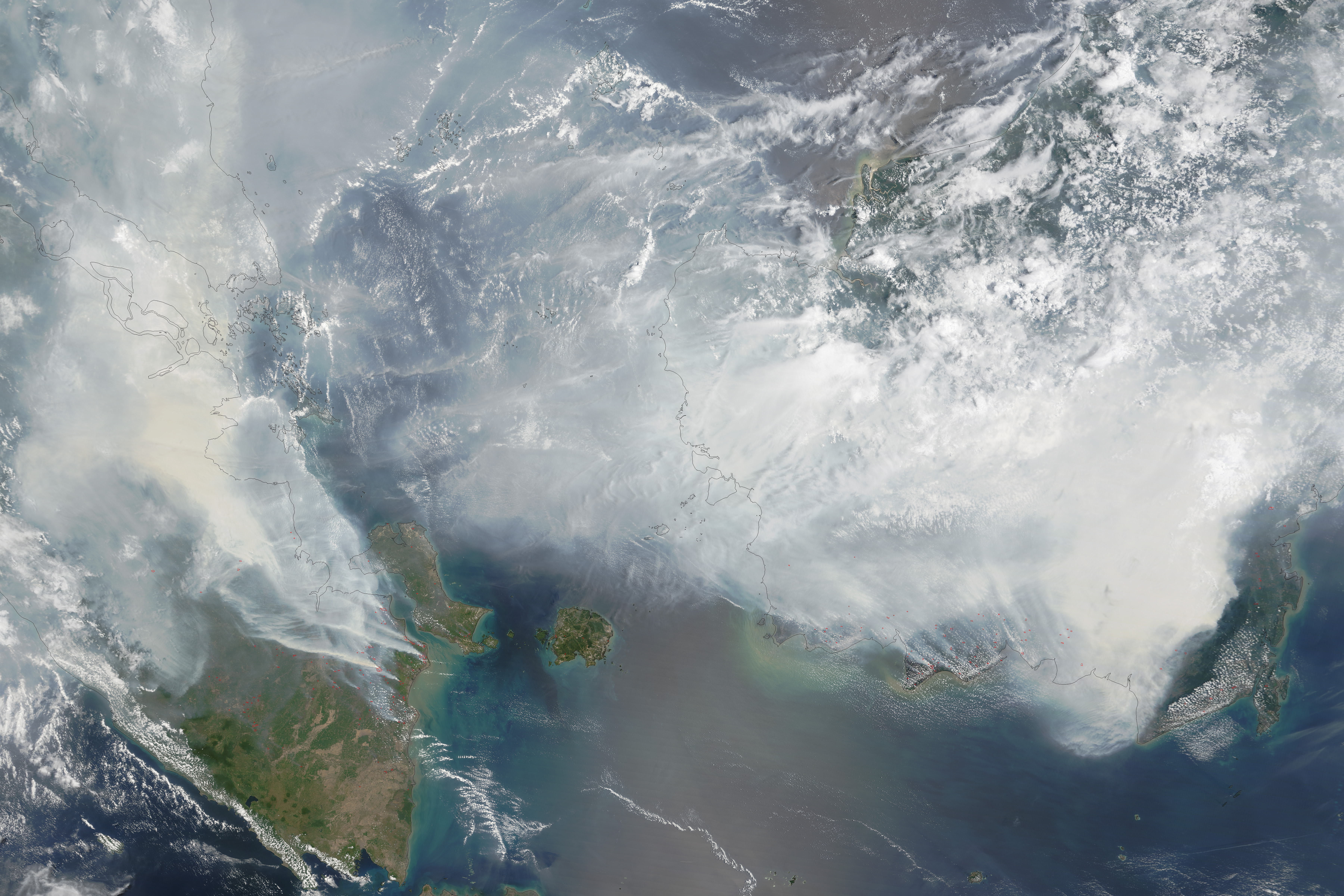
صورة التقطتها الأقمار الصناعية التابعة لوكالة الفضاء الأمريكية ناسا تظهر مدى تفاقم الضباب في 24 سبتمبر 2015.

كان سبب الحرائق التي اندلعت في إندونيسيا هو الشركات والمزارعون الذين يستخدمون أساليب القطع والحرق كوسيلة غير مكلفة لتطهير أراضيهم من الغطاء النباتي غير المرغوب فيه. حيث تمتلك جزيرة سومطرة وجزيرة كليمنتان مساحات كبيرة من أراضي الخث، والتي قابلة للاحتراق بشدة خلال موسم الجفاف. يساهم الخث المكون من طبقات من النباتات الميتة والمواد العضوية الأخرى بشكل كبير في انبعاثات الكربون بسبب كثافته العالية ومحتواه من الكربون. كان الضباب شديداً بشكل خاص في عام 2015 بسبب ظاهرة التردد الجنوبي أو النينيو التي تسببت في ظروف أكثر جفافاً مما تسبب في انتشار الحرائق بشكل أكبر.
ذكرت الأبحاث المنشورة في رسائل الأبحاث البيئية أن 59٪ من انبعاثات الحرائق في جزيرة سومطرة و73٪ منها في جزيرة كليمنتان كانت بفعل الشركات صاحبة امتيازات صناعة الأخشاب وزيت النخيل. وأضاف ناشطون في مجال حقوق البيئة أن أنشطة زيت النخيل ما زالت متورطة في اشتعال الحرائق في المنطقة، وتتلخّص الأسباب الرئيسية في ممارسة الشركات وخاصة أصحاب امتيازات صناعة زيت النخيل لأساليب القطع والحرق في تطهير الأراضي فيما يلي:
- يُعتبر تطهير الأراضي عن طريق الحرق رخيصًا وغالبًا ما تختاره الشركات أكثر من أي طريقة أخرى لتطهير الأراضي، كما ترغب معظم الشركات في تجنب إنفاق الأموال على إعادة التشجير.
- ينص القانون في إندونيسيا أيضًا على أنه يجب على أي شركة تحصل على ترخيص للأراضي الحرجية أن تعيد زراعتها من خلال تمويل مقدم من الحكومة، غير أن معظم الشركات لا تعيد زراعة الأراضي، ولتجنب اكتشاف ذلك فإنها تحرق الأرض.[39]
- تقوم الشركات بتنشيط مزارع النخيل عن طريق قطع أو حرق أشجار النخيل القديمة التي لم تعد منتجة. وتنص اللائحة على أن مثل هذا الحرق يجب أن يتم على طبقة من الخرسانة لتجنب انتشار الحريق، ولكن لتقليل التكاليف، فإن معظم الشركات لا تفعل ذلك.[39]

## الدول المتضررة
تأثرت ست دول على الأقل من الدول العشر الواقعة في منطقة جنوب شرق آسيا بالضباب، وكانت هذه الدول الست هي جنوب تايلاند، وفيتنام، ومعظم أجزاء بروناي، وإندونيسيا، وماليزيا، وسنغافورة.
كما يشتبه في أن الضباب الذي أصاب كمبوديا ومدينة سيبو في الفلبين كان ناشئاً من إندونيسيا وليس من مصادر محلية.
نشرت صحيفة إنترناشيونال بيزنس تايمز في 29 سبتمبر 2015 صورًا تفاعلية قبل وبعد حدوث الضباب، والتي أظهرت انخفاض الرؤية بشكل كبير في كل من سنغافورة وإندونيسيا بسبب الضباب. كما ذكرت قاعدة البيانات العالمية لانبعاثات الحرائق أن حرائق إندونيسيا عام 2015 أنتجت حوالي 600 مليون طناً من الغازات الدفيئة التي تتسبب في ظاهرة الاحتباس الحراري، وهي كمية وصفت بأنها تعادل تقريبًا إجمالي الناتج السنوي لألمانيا من هذه الانبعاثات. وذكرة وكالة الفضاء الأمريكية (ناسا) أن أزمة الضباب التي حدثت عام 2015 في جنوب شرق آسيا قد تصبح أسوأ أزمة ضباب مُسجّلة في المنطقة، وربما تتفوق على أزمة ضباب عام 1997 على جنوب شرق آسيا، والتي كبّدت دول المنطقة خسائر قدّرت بنحو تسعة مليارات دولاراً أمريكياً.

### بروناي
أدى الدخان الناجم عن حرائق الغابات في كليمنتان، والذي عملت الرياح الجنوبية الغربية على انتشاره إلى ظروف جوية ضبابية في بروناي. وقد ذكر نوروليناني حاجي جهاري أحد العاملين في إدارة الأرصاد الجوية في بروناي إن العواصف الرعدية الغزيرة لن تفعل الكثير لتخفيف الظروف الضبابية لأنه لا يزال من المتوقع أن تستمر الرياح الغربية في جلب المزيد من الدخان من جزيرتي كليمنتان وسومطرة الإندونيسيتين. سجلت محافظة توتونغ في 15 سبتمبر 2015 أكبر قراءة على الإطلاق لمؤشر معايير الملوثات، والتي بلغت 68، وتلتها محافظة بيلايت التي سُجلت فيها قراءة لمؤشر معايير الملوثات بلغت 67، بشينما سُجلت في محافظة بروناي موارا قراءة بلغت 65، وسُحلت في محافظة تيمبورونج قراءة بلغت 48. نصحت السلطات المواطنين في بروناي بشرب الكثير من الماء وطلب المساعدة الطبية إذا ظهرت عليهم أعراض مرتبطة بالدخان. كما حذرت السلطات من أي حرق في الهواء الطلق أو أي أنشطة أخرى قد تؤدي إلى تفاقم الضباب.

### كمبوديا
عانت العاصمة الكمبودية بنوم بنه من الضباب، واشتبهت وزارة البيئة الكمبودية في أن الحرائق التي أشعلها أصحاب المزارع في إندونيسيا قد تكون السبب. ظلت حالة عدم اليقين بشأن المصدر قائمة منذ أن أصدرت إندونيسيا القليل من المعلومات ذات الصلة.

### إندونيسيا
أثر ضباب عام 2015 على إندونيسيا منذ أواخر شهر يونيو على الأقل، حيث أبلغت بلدية دوماي الواقعة في مقاطعة رياو بجزيرة سومطرة عن تفاقم الضباب بداية من 28 يونيو 2015. واستمرت المشكلة لعدة أشهر.
أبلغ ما يزيد عن 140.000 إندونيسي بدءًا من 7 أكتوبر 2015 عن إصابتهم بأمراض تنفسية في المناطق المتضررة بالضباب. وبحلول 15 سبتمبر 2015 كان حوالي 25834 إندونيسي يعانون من عدوى بالجهاز التنفسي، و538 يعانون من الالتهاب الرئوي، و2246 يعانون من تهيج الجلد، و1656 يعانون من تهيج العين. أدى الضباب الذي غطى جزيرة سومطرة بأكملها وأجزاء من جزيرة كليمنتان إلى إعاقة السياحة والطيران والأنشطة البحرية بالإضافة إلى الإضرار بالاقتصاد الإندونيسي. وأعلنت حالة الطوارئ في مقاطعة رياو، والتي كانت من أكثر المناطق تضررا بسبب الضباب. كما أمرت السلطات في مدينة بيكانبارو عاصمة مقاطعة رياو بإغلاق المدارس لمنع تعرض التلاميذ للضباب، وأجبر الآلاف على الفرار من المدينة. أُبلغ أيضًا عن إلغاء الرحلات الجوية يوميًا في بيكانبارو وكذلك في مدينة باليكبابان الواقعة في شرق جزيرة كليمنتان بسبب ضعف الرؤية.
أفادت الوكالة الإندونيسية للأرصاد الجوية وعلم المناخ والجيوفيزياء، والتي تعتبر أي قراءة لمؤشر معايير التلوث تزيد عن 350 هي قراءة خطيرة، في 22 سبتمبر 2015 أن قراءة مؤشر معايير الملوثات في مدينة بالانغكارايا الواقعة في وسط جزيرة كليمنتان قد بلغت 1966، وأن قراءة مؤشر معايير الملوثات في مدينة بونتياناك الواقعة في غرب جزيرة كليمنتان وصلت إلى 706. حدث بعد ذلك مضاعفة للمستوى الرسمي الخطير لمؤشر معايير الملوثات في المدينتين بمقدار خمس مرات ومرتين على التوالي. ففي أواخر سبتمبر 2015 سجلت مقاطعة كليمنتان الوسطى مستوى قياسيًا لمؤشر معايير الملوثات بلغ 2300 في إندونيسيا. كان وسط جزيرة كليمنتان في أكتوبر 2015 لا يزال يعاني من ارتفاع كبير جدًا في مؤشر معايير الملوثات بلغ 1801، بحيث لم تتمكن طائرات الهليكوبتر المخصصة لمكافحة الحرائق من قصف مناطق معينة بالماء بسبب ضعف الرؤية.
وبحلول منتصف أكتوبر (تشرين الأول) 2015 انتشرت النقاط الساخنة المحترقة التي ازداد عددها بشكل حاد في منطقة بابوا في إندونيسيا. واكتشف القمر الصناعي تيرا أكوا التابع لوكالة الفضاء الأمريكية (ناسا) أيضًا 63 نقطة ساخنة في مقاطعة مالوكو، و17 نقطة ساخنة في مقاطعة مالوكو الشمالية. كما اكتشفت 1545 نقطة ساخنة في إندونيسيا على الرغم من عدم إمكانية التأكد من العدد الدقيق لأن الضباب الذي يغطي المنطقة كان كثيفًا للغاية. كان لجزر نوسا تنغارا أيضًا نقاط ساخنة بلغت حوالي 67 نقطة ساخنة في جزيرة نوسا تنغارا الشرقية، و25 نقطة ساخنة في جزيرة نوسا تنغارا الغربية. كما ألغيت عشرات الرحلات الجوية في مدينة تيميكا الواقعة في غرب مقاطعة بابوا. وغطى الضباب كل من جزر مولوكاس وسولاوسي، حيث اكتشفت وكالة مكافحة الكوارث في جزيرة سولاوسي حوالي 800 نقطة ساخنة، كان هناك 57 نقطة ساخنة منها في غرب جزيرة سولاوسي و151 نقطة ساخنة في جنوب جزيرة سولاوسي، و361 نقطة ساخنة في وسط جزيرة سولاوسي، و126 نقطة ساخنة في جنوب شرق جزيرة سولاوسي و47 نقطة ساخنة في مدينة غورونتالو، و59 نقطة ساخنة في شمال جزيرة سولاوسي. كما غطى الضباب أيضًا مدينة بالو الواقعة في مقاطعة كليمنتان القريبة مما تسبب في بعض التأخير في الرحلات الجوية.

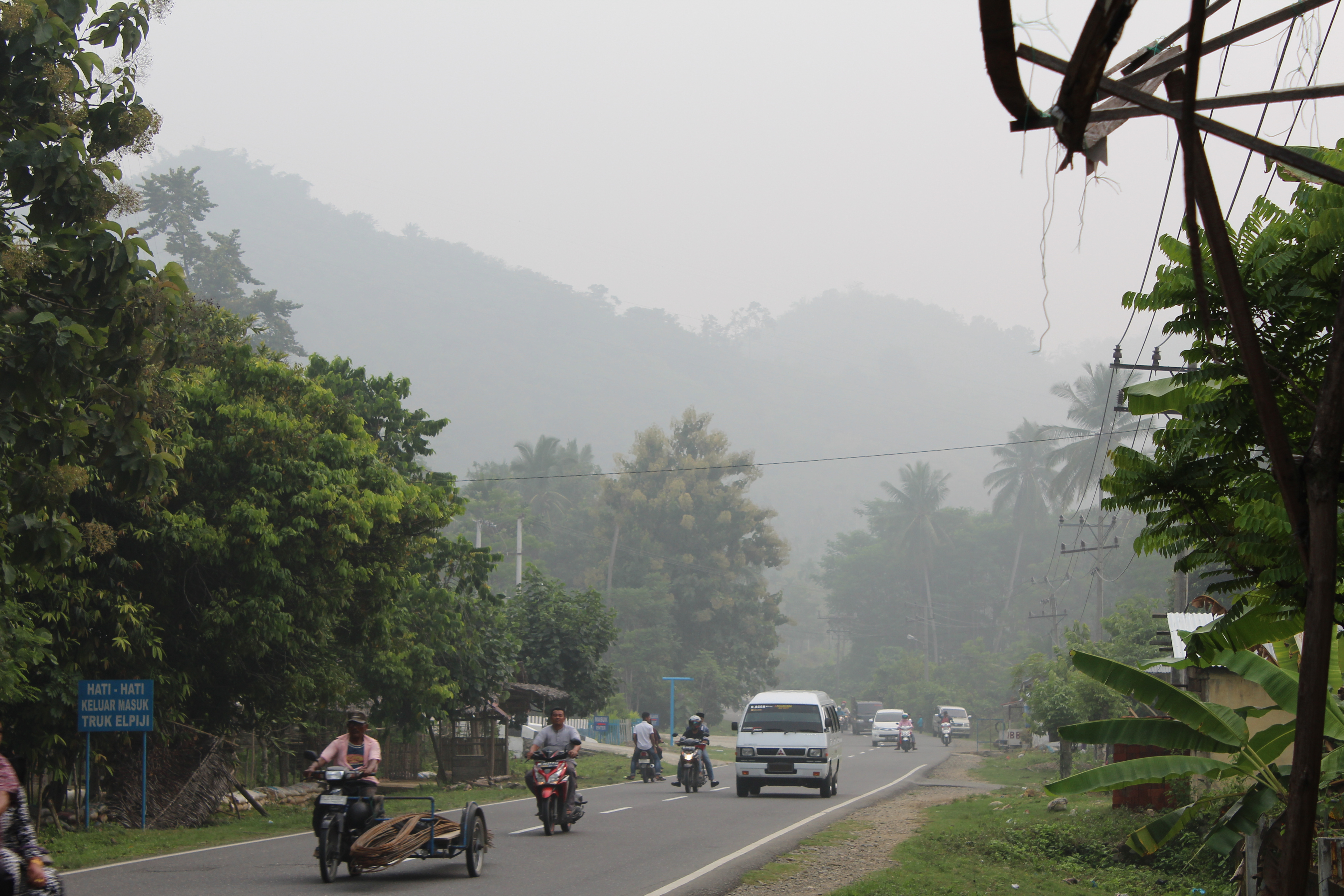
رؤية محدودة بسبب الضباب الدخاني في مدينة آتشيه بجزيرة سومطرة الإندونيسية في 24 أكتوبر 2015

وفي جزيرة جاوة اشتعلت حرائق الغابات في مقاطعة جاوة الغربية، ومدينة جبل ميرابي بمقاطعة جاوة الوسطى. وأدت إحدى حرائق الغابات إلى محاصرة المتنزهين وقتل سبعة منهم على الأقل في مدينة جبل لاو بمقاطعة ماجيتان ريجنسي الواقعة في جزيرة جاوة الشرقية، وقد ورد لاحقًا أنه نجم عن أعمال القطع والحرق. وتسبب هذا الحادث في إخلاء المناطق المحلية.
كان الضباب في جزيرة بالانغكارايا كثيفًا لدرجة أنه حوّل الهواء إلى اللون الأصفر وتجاوز عتبة مؤشر معايير الملوثات الخطر بمقدار 10 مرات. أدى الدخان إلى توقف الاجتماع البرلماني السنوي، حيث دخل الدخان من الخارج الغرفة مما دفع جميع السياسيين إلى استخدام الأقنعة والمناديل في الغرفة. كما تم إغلاق معظم المدارس في المنطقة المتضررة حتى إشعار آخر بسبب الضباب. وفي مقاطعة رياو ومقاطعة باليمبانغ نصح الطلاب بالذهاب إلى المدرسة مرتين فقط في الأسبوع، وأضطروا في بعض الأحيان إلى عدم الذهاب إلى المدرسة لمدة أسبوع كامل بسبب الضباب مما تسبب في قلق كبير بين الآباء والمسؤولين الحكوميين. أعلنت الحكومة الإندونيسية عن أسماء ما لا يقل عن عشر شركات، كانت سبع منها أجنبية، باعتبارها المشتبه به الرئيسي في إشعال الحرائق في جزيرتي سومطرة وكليمنتان. علقت الحكومة شهادتين من شهادات ترخيص هذه الشركات، وأمر الرئيس الإندونيسي جوكو ويدودو بفتح جميع المستشفيات والعيادات الصحية المجتمعية لمدة 24 ساعة. وفي 20 أكتوبر 2015 كان هناك 825 نقطة ساخنة جديدة في جزيرة سومطرة مع تدهور الرؤية في مقاطعة رياو إلى 50 مترًا، وألغيت حوالي 66 رحلة جوية في مدينة بيكانبارو. ساء الضباب خلال فترة الظهيرة وتحول لون الهواء إلى اللون الأصفر. أصدرت حكومة رياو في وقت لاحق بيانًا مفاده أن أزمة الضباب قتلت مواطنيها ببطء من خلال خنقهم.
أفيد أن عدد الأشخاص الذين يعانون من مشاكل في الجهاز التنفسي قد ارتفع في 21 أكتوبر 2015 إلى 78829 في مقاطعة رياو وحدها. كما أفاد الكثيرون أنهم عانوا من الدوار والتهاب العيون. وكان معظم الضحايا الذين لقوا حتفهم بسبب الضباب من الطلاب والأطفال حديثي الولادة. حيث توفي طالب في الصف الثالث يبلغ من العمر تسع سنوات بسبب الدخان، وأفاد الأطباء والممرضات الذين حاولوا إنقاذ الطفل أن رئتي الطفل امتلأتا بالدخان بالكامل. كما توفي طفل يبلغ من العمر 15 شهرًا في مدينة جامبي. وانتشرت صور جثة الطفل التي التقطت له مع والدته على موقع التواصل الاجتماعي فيسبوك. كما عطلت أزمة الضباب عملية البحث عن طائرة يوروكوبتر من طراز إي سي فقدت وعلى متنها خمسة أشخاص في بحيرة توبا. وقد أفاد الناجي الوحيد من الحادث أن سبب تحطم الطائرة كان الضباب.

### ماليزيا
تم تسجيل قراءات مؤشر تلوث الهواء غير الصحي (API) في 24 منطقة في ولايتي ساراواك، وكانت سيلانجور ولانكاوي في كيدا الأكثر تضررًا من الضباب. تم إخبار السكان الذين يعانون من الربو ومشاكل الرئة بالبقاء في منازلهم حتى تتحسن جودة الهواء في مناطقهم. تم وضع قطاعي الطيران والبحرية في ماليزيا في حالة تأهب قصوى بعد تدهور الوضع بسبب ضعف الرؤية بسبب الضباب. صرحت وزارة التعليم أنه يتعين إغلاق جميع المدارس إذا تجاوزت قراءات API 200. ونتيجة لذلك، في 15 سبتمبر، تم إصدار أوامر للمدارس في ولايات ساراواك وسيلانجور ونيجيري سمبيلان ومالاكا بالإضافة إلى الأراضي الفيدرالية في كوالالمبور وبوتراجايا ليغلق مؤقتا. في 3 أكتوبر، قرر المسؤولون إلغاء ماراثون ستاندرد تشارترد كوالالمبور لعام 2015 بسبب الضباب المتفاقم. في 4 أكتوبر، مع وصول الضباب إلى مستويات غير صحية في أجزاء كثيرة من البلاد، أعلنت الحكومة أن جميع الولايات باستثناء كيلانتان وصباح وساراواك ستغلق المدارس مرة أخرى لمدة يومين. وصل المعهد في شاه علم، سيلانجور إلى المستوى الخطير 308. حتى 20 أكتوبر، تأثر حوالي 1909842 طالبًا من 3029 مدرسة في ماليزيا، والتي زادت إلى 2696110 طالبًا و 4778 مدرسة بحلول 22 أكتوبر. كما تم تأجيل وإلغاء الرحلات الجوية في الساحل الشرقي لصباح بسبب استمرار الضباب من كاليمانتان. لقد كان مصدر قلق في الأسبوع الذي سبق سباق الجائزة الكبرى للدراجات النارية الماليزية لعام 2015 حيث كان من الممكن أن يتعرض الحدث لخطر الضباب.

### الفلبين
كانت جزيرة سيبو الفلبينية في 3 أكتوبر 2015 تدخل في يومها السابع على التوالي منذ بدء أزمة الضباب. وكان يُشتبه، على الرغم من عدم تأكيد ذلك، أن الضباب كان ناجمًا عن مصادر إندونيسية وليست محلية، وربما نُقلت إلى الفلبين نتيجة للرياح الموسمية التي تهب على الشمال الشرقي من الحرائق في إندونيسيا باتجاه وسط الفلبين. واجهت بعض الطائرات الفلبينية نتيجة لذلك صعوبات في الهبوط في مطار ماكتان سيبو الدولي. كما عُلقت قواعد الطيران المرئية في البلاد، بحيث يُسمح فقط لعمليات شركات الطيران التي تستخدم طائرات ذات قدرات طيران عالية ومجهزة بأدوات الإقلاع والهبوط. لم تعتقد الفلبين في البداية أن الضباب القادم من إندونيسيا كان يصل إلى البلاد، لكنها اشتبهت لاحقًا في أن ذلك يرجع إلى حقيقة أن الضباب لم يختف في غضون يوم واحد مثل الضباب المعتاد الخاص بمنطقة مدينة سيبو. وخلص جيري باجتاسا عالم الغلاف الجوي إلى أن الضباب في سيبو كان ناجمًا عن مصادر إندونيسية ومحلية بسبب عدة عوامل كان من بينها تأثيرات إعصار كوبو المعروف محليًا باسم إعصار لاندو، والرياح الموسمية الشمالية الشرقية. خلق هذا التفاعل جيبًا من الهواء فوق مدينة سيبو حيث تراكم ضباب مرئي. وأضاف باجتاسا إن الضباب كان قد وصل بالفعل إلى جزيرة مينداناو وأجزاء أخرى من فيساياس عندما أُبلغ عنه في مدينة سيبو ولكنه كان ضعيفًا للغاية بحيث لا يمكن رؤيته.
وصل الضباب من إندونيسيا في منتصف شهر أكتوبر 2015 إلى جزيرة مينداناو. وأفيد في 20 أكتوبر 2015 أن إدارة الخدمات الجوية والجيوفيزيائية والفلكية الفلبينية في مقاطعة مينداناو الجنوبية كانت تراقب الضباب منذ أيام. كما ذكرت هيئة الطقس إن الضباب كان مرئيًا في مدينة دافاو منذ 17 أكتوبر 2015. ارتبط إعصار كوبو والرياح الموسمية الشمالية الشرقية بالضباب الذي يؤثر على جزيرة مينداناو. أبلغ أيضًا عن ظهور الضباب في مدن كاجايان دي أورو، وجنرال سانتوس، وإليجان، ودافاو، وزامبوانجا.
أثر الضباب على عمليات المطارات في مدن مينداناو وفيساياس. وقد لوحظ أيضًا في مدينة مترو مانيلا منذ 23 أكتوبر 2015 على الرغم من أنه اعتبارًا من 25 أكتوبر 2015 لم يكن الضباب مرتبطًا بمصادر من إندونيسيا ولكن بمصادر التلوث المحلية. سجلت محطة مراقبة البحوث في جامعة الفلبين في ديليمان في الساعة 12:00 (+8 بتوقيت غرينتش) يوم 25 أكتوبر 2015 قياس تركيز الجسيمات المعلقة في الغلاف الجوي، والذي وصل إلى ما يزيد عن 150 ميكروغرام، وهي مستويات تُعتبر خطرة من التلوث. كانت هناك مخاوف من وصول الضباب من إندونيسيا إلى مدينة مترو مانيلا، وكان من المفترض أن يحدث هذا إذا ضرب إعصار آخر البلاد.

### سنغافورة

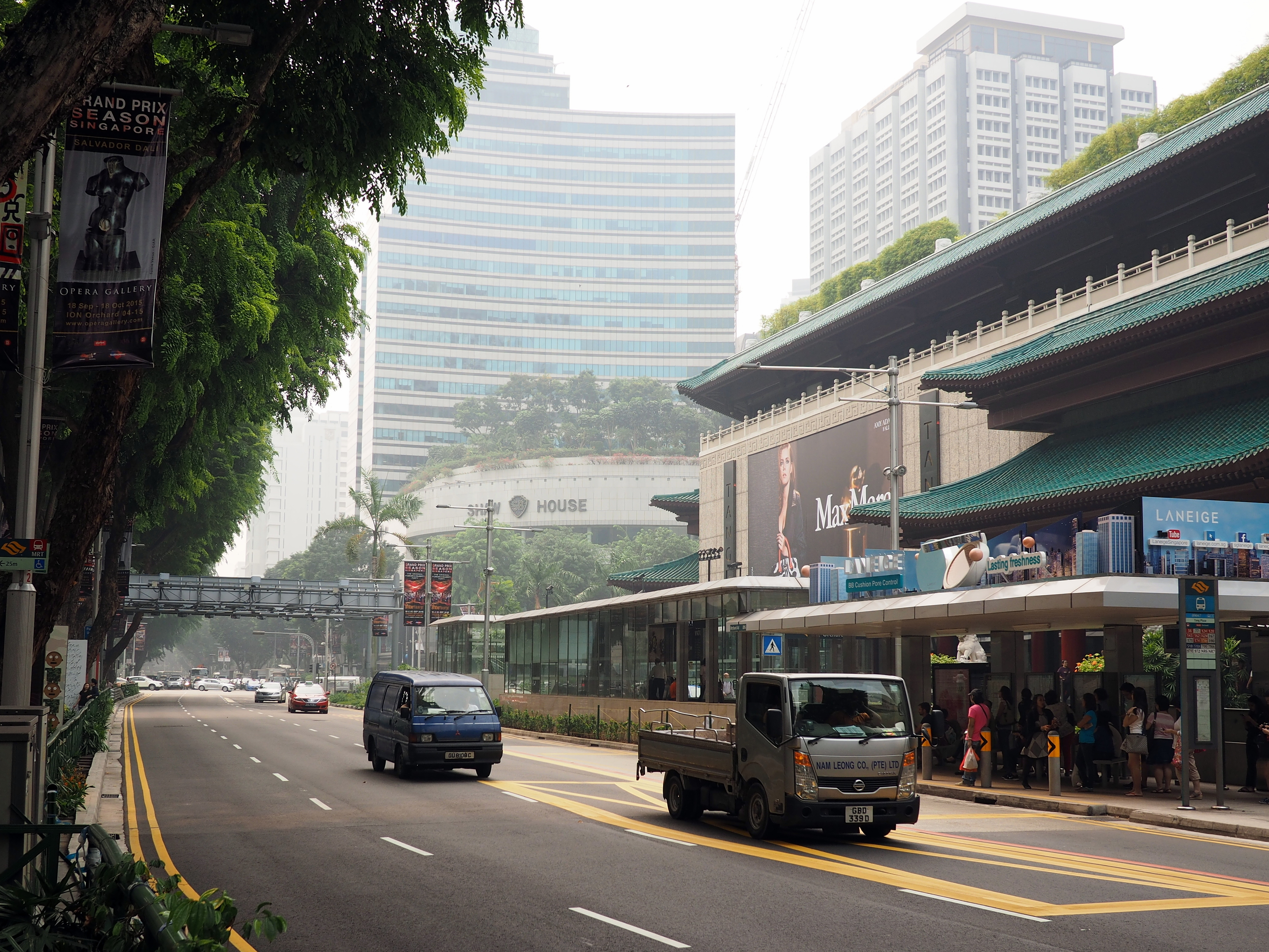
ظروف ضبابية في مدينة أوركارد السنغافورية خلال أوائل سبتمبر 2015

تأجلت بعض الأنشطة الخارجية في سنغافورة لحين انتهاء أزمة الضباب. كان الضباب مصدرًا لقلق السلطات السنغافورية في الأسبوع الذي سبق سباق الجائزة الكبرى في سنغافورة 2015 حيث كان من الممكن أن يتعرض الحدث لخطر الضباب. ارتفع الضباب إلى النطاق غير الصحي للغاية لمؤشر معايير الملوثات في 14 سبتمبر 2015، حيث بلغت قراءة مؤشر معايير الملوثات 223 في الساعة 8 مساءًا، ثم ارتفعت بعد ذلك إلى 249 في الساعة 9 مساءًا. قبل أن تعود القراءات إلى النطاق غير الصحي خلال بقية ساعات الليل. كما أدت العواصف الرعدية والأمطار إلى تحسين الوضع في فترة ما بعد الظهيرة في يومي الخامس عشر والسادس عشر من سبتمبر، بينما أدى التغيير في اتجاه الرياح السائد إلى تحسين الوضع بدءًا من اليوم العشرين إلى الثاني والعشرين من سبتمبر.
تدهور الضباب مرة أخرى في مساء يوم 23 من سبتمبر 2015 وصباح يوم 24 من سبتمبر 2015 حيث تدفق ضباب كثيف من جزيرة سومطرة الإندونيسية إلى البلاد بفعل الرياح الجنوبية السائدة. ففي 24 سبتمبر 2015 دخلت قراءة مؤشر معايير الملوثات في الساعة 7 مساءًا إلى النطاق الخطير لأول مرة في عام 2015 بقراءة بلغت 313، ثم ارتفعت بعد ذلك أيضًا لتصل إلى 317 في الساعة 8 مساءًا، مما دفع وزارة التعليم السنغافورية إلى إغلاق جميع المدارس الابتدائية والثانوية في الخامس والعشرين من سبتمبر بسبب تفاقم ظروف الضباب. تدهور الضباب بشكل أكبر خلال الساعات القليلة التالية، ووصل إلى أعلى مستوى شهدته البلاد خلال ذلك العام في الساعة 5 صباحًا بقراءة بلغت 341. ولكن سرعان ما تراجعت قراءة مؤشر معايير الملوثات لمدة 3 ساعات لتعود إلى النطاق المعتدل في الساعة الواحدة بعد الظهر. وفي اليوم التالي كانت قراءات مؤشر معايير الملوثات تتأرجح في النطاق غير الصحي بدءًا من وقت متأخر بعد الظهيرة وحتى المساء، وأعلنت وزارة التربية والتعليم إعادة فتح المدارس في 28 سبتمبر 2015. وظلت مستويات مؤشر معايير الملوثات منذ ذلك اليوم في النطاق غير الصحي، بل ارتفعت إلى مستوى غير صحي للغاية في مناسبات قليلة.
قدمت وزارة القوى العاملة في سنغافورة في 24 سبتمبر 2015 بلاغًا للشرطة بشأن منشور خادع انتشر على وسائل التواصل الاجتماعي واتساب وفيسبوك زعم أن الوزارة أعلنت يوم الجمعة الموافق 25 سبتمبر 2015 كيوم توقف تطوعي عن العمل نتيجة لتفاقم الضباب.
قامت الحكومة السنغافورية في 25 سبتمبر 2015 لأول مرة في تاريخها بتحديد أسماء خمس شركات، وهي: شركة آسيا للورق ولب الورق، وشركة ريمبا هوتاني ماس، وشركة سيبانغون بومي أندالاس لصناعات الأخشاب، وشركة بومي سنويجايا سينتوسا، وشركة واشيوني مانديرا كمسؤولين عن الضباب وأوعزتهم إلى اتخاذ التدابير اللازمة لإطفاء الحرائق على أراضيهم، وليس لبدء حرائق جديدة، وتقديم خطط عمل حول كيفية منع حدوث الحرائق في المستقبل. وأكد وزير البيئة والموارد المائية السنغافوري أن الضباب مشكلة من صنع الإنسان لا ينبغي التسامح معها. يمكن تغريم المتورطين في إشعال الحرائق التي تسببت في أزمة الضباب إذا ثبت أنهم مذنبين بموجب قانون التلوث بالضباب العابر للحدود في سنغافورة بغرامات مالية تصل إلى 100000 دولار سنغافوري في اليوم بحد أقصى 2 مليون دولار سنغافوري للتسبب في إحداث ضباب غير صحي.
ألغيت بعض فعاليات بطولة كأس العالم للسباحة 2015 في 3 أكتوبر 2015 حيث كانت قراءات مؤشر معايير الملوثات تقع في النطاق غير الصحي.
وصل تركيز الجسيمات المعلقة في الغلاف الجوي في 19 أكتوبر 2015 لمدة ساعة واحدة إلى مستوى قياسي بلغ 471 ميكروغرام/متر مكعب في المنطقة الغربية من سنغافورة في الساعة 11 مساءًا، بينما كان تركيز الجسيمات المعلقة في الغلاف الجوي في المنطقة الجنوبية من سنغافورة ثابتًا عند 301 ميكروغرام / متر مكعب. كانت هذه الأرقام بمثابة زيادة حادة حيث بلغت أعلى نسبة لتركيز الجسيمات المعلقة في الغلاف الجوي لساعة واحدة في سنغافورة في الساعة 9 مساءًا 164 ميكروجرام/م مكعب. وعزت وكالة البيئة الوطنية ذلك إلى الضباب الأكثر كثافة القادم من المناطق البحرية جنوب سنغافورة والذي تهب عليه الرياح الجنوبية الجنوبية السائدة بالإضافة إلى الرياح الشرقية. جلبت العواصف الرعدية في صباح يوم 28 أكتوبر 2015 فترة راحة من الضباب عندما انخفضت قراءة مؤشر معايير الملوثات من 61 إلى 26 في الساعة 9 صباحًا.
أعلنت وكالة البيئة الوطنية في سنغافورة أنها ستتوقف عن إصدار تحذيرات ضباب يومية اعتبارًا من 15 نوفمبر 2015 فصاعدًا.
تعتبر أزمة ضباب عام 2015 في سنغافورة أخطر أزمة ضباب حدثت في تاريخ سنغافورة، حيث استمرت لفترة طويلة. كما كانت أيضًا المرة الأولى التي تنشر فيها القوات المسلحة السنغافورية طائرة مروحية من طراز شينوك من سلاح الجو التابع لجمهورية سنغافورة و34 فردًا من القوات المسلحة السنغافورية للمساعدة في مكافحة حرائق الغابات الجارية في جزيرة سومطرة بإندونيسيا.

### تايلاند
أدّى الضباب القادم من جزيرة سومطرة الإندونيسية إلى إلحاق الضرر بمعظم أجزاء جنوب تايلاند مثل مقاطعات ناراثيوات، وباتاني، وبوكيت، وساتون، وسونغكلا، وسورات ثاني، وترانج، ويالا بشكل سيئ، حتى وصل التلوث في هذه المقاطعات إلى مستويات خطرة في 7 أكتوبر 2015. أصدر مكتب الصحة الإقليمي في مقاطعة بوكيت مجموعة من الإرشادات الصحية لسكان المقاطعة في أغسطس 2015، وفي أكتوبر 2015 شهدت المقاطعة عددًا من تأخيرات الرحلات الجوية في مطار بوكيت. ارتفع مؤشر جودة الهواء في مقاطعات جنوب تايلاند حيث صرح مدير مكتب البيئة الإقليمي حليم جهماريكان إن مستويات تلوث الهواء الحالية كانت نتيجة لاتجاه الرياح ومنطقة الضغط المنخفض مما يمنع الضباب من التطاير بعيدًا. شهدت العديد من المستشفيات زيادة في المرضى من الأطفال الذين يعانون من أعراض مرتبطة بالجهاز التنفسي. وأضاف حليم أن أزمة التلوث التي حدثت في ذلك العام كانت الأسوأ منذ عقود مقارنة بالضباب الدخاني السابق الذي تلاشى في غضون أربع ساعات.

### فيتنام
كانت مدينة هو تشي منه ومقاطعات أخرى في جنوب فيتنام محاطة بالضباب بدءًا من يوم 4 أكتوبر 2015. يعتقد الخبراء الفيتناميون أن سبب هذه الظاهرة جزئيا هو حرائق الغابات في إندونيسيا. ووفقًا للوحدة الجنوبية للمركز الوطني الفيتنامي للتنبؤ بالأرصاد الجوية المائية فإن العديد من المقاطعات والمدن الواقعة في مقاطعة دلتا ميكونغ، مثل مدينة سوك ترونج، ومدينة كا ماو، ومدينة كينغيانغ، ومدينة أنغ ثاب، ومدينة بون تري، ومدينة كون ثو شهدت أيضًا طقسًا ضبابيًا مشابهًا منذ بداية أكتوبر 2015. طُلب من السكان البقاء في منازلهم حيث شهدت جنوب فيتنام ارتفاعًا في عدد المرضى الأطفال الذين يعانون من تهيج العيون ونزيف الأنف وسيلان الأنف والعطس. وكان من المتوقع أن يستمر الضباب لمدة ثلاثة أيام قبل أن ينخفض تدريجيًا بفعل الأمطار الغزيرة.

## التدابير المتخذة

### مكافحة الحرائق

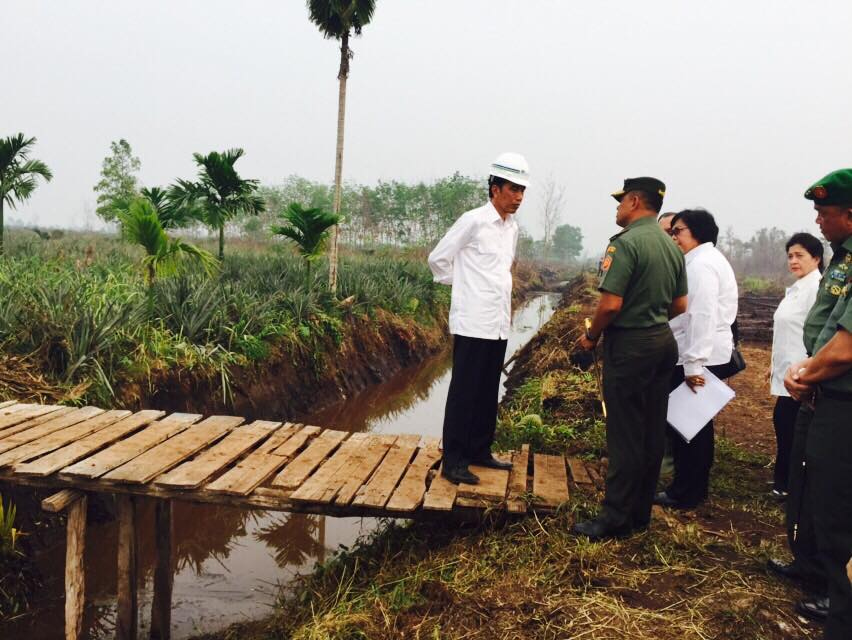
رئيس إندونيسيا جوكو ويدودو وهو يتفقد العمل في بناء حوض الاحتفاظ لاستعادة رطوبة الأراضي الخثية ووقف حرائق الغابات في مدينة ريمبو بانجانج بمقاطعة رياو.

بدأت كل من إندونيسيا وماليزيا باستمطار السحب يوميًا في 15 سبتمبر 2015. حيث نشرت السلطات الإندونيسية 14 طائرة مروحية لإلقاء المياه على الحرائق في جزيرتي سومطرة وكليمنتان، ونشر طائرات لتقوم بعمليات الاستمطار في جزيرة كايمنتان. في ماليزيا نُفذت عملية الاستمطار لمدة 10 أيام حتى 25 سبتمبر 2015 في العديد من المناطق مثل مدينة كوتشينغ، ومدينة سري أمان، ومدينة كوتا سامراهان، ومدينة ساريكي الواقعة في جزيرة بورنيو الماليزية، ومدينة وادي كلاغ الواقعة في شبه جزيرة ماليزيا.
بدأت الحكومة الإندونيسية أيضًا في بناء أحواض احتجاز لإعادة الرطوبة إلى أراضي الخث في جزيرتي سومطرة وكليمنتان. وتم الاستشهاد بأرض الخث الجافة بسبب موسم الجفاف وكذلك الصرف لزراعة نخيل الزيت، باعتبارها سبب انتشار الحرائق بسرعة. بُنيت أحواض التخزين بهدف منع تدفق المياه في قنوات الصرف، ومن ثم تعمل أرض الخث التي أعيد ترطيبها على إخماد الحريق.
شاركت كل من سنغافورة وماليزيا وأستراليا في جهود مكافحة الحرائق. كما شاركت الطائرات من طراز قاذفات القنابل المائية بيريف بي إي 200 روسية الصنع في عمليات إخماد الحرائق، والتي استمرت إحداها في 21 أكتوبر (تشرين الأول) 2015 لمدة 411 دقيقة.

### التخفيف من الآثار الصحية
قامت الحكومات بتوزيع أقنعة الوجه المجانية على السكان في المناطق الأكثر تضرراً من الضباب، وصدرت أوامر للعديد من المدارس في شبه جزيرة ماليزيا، وولاية ساراواك، وسنغافورة، وإندونيسيا بإغلاقها. كما باعت معظم الصيدليات الإندونيسية اسطوانات الأكسجين للجمهور.
أتخذت سنغافورة إجراءات قانونية قد تؤدي إلى فرض غرامات ضخمة على الشركات الإندونيسية التي يُلقى عليها باللوم في حرائق المزارع والمزارع التي تنشر مستويات غير صحية من تلوث الهواء فوق المدينة. أتاحت سنغافورة أيضًا إمداداتها الخاصة لسكانها، وخاصة للأسر المسنة المعرضة بشدة للضباب من خلال توزيع أقنعة الوجه الذكية على 29000 من كبار السن إلى جانب توفير المواد الغذائية والعناصر الأساسية مثل قطرات العين، وأقراص فيتامين سي، والبسكويت، والمعكرونة سريعة التحضير، والأغذية المعلبة. أنشأ سونغبول ساواسديثام حاكم مقاطعة سونغكلا في تايلاند غرفة عمليات لتقديم المساعدة للسكان المتضررين ولمكافحة تأثير الضباب الدخاني الناجم عن حرائق الغابات الإندونيسية. كما أطلقت الحكومة التايلاندية أيضًا تطبيقًا يسمى أيرفورإسيان يتتبع انتشار الضباب الناجم عن الحرائق الإندونيسية، ويراقب جودة الهواء في مختلف البلدان.

## ردود الأفعال
اشتكى بعض السكان والمنظمات غير الحكومية في كل من مقاطعة رياو ومقاطعة كليمنتان الوسطى من نقص المساعدة وعدم اتخاذ أي إجراء من جانب الحكومة الإندونيسية بشأن حرائق الغابات المستمرة. حيث قامت منظمة غير حكومية إندونيسية تسمى تفويض معاناة الناس، وكذلك بعض سكان مقاطعة رياو بكتابة رسائل للحكومة الماليزية يطلبون فيها المساعدة. وزعم بعض السكان والقادة في مقاطعة رياو أن الحكومة المركزية كانت تتعمد تقديم استجابة بطيئة وغير كافية، على الرغم من أن الوضع كان يزداد سوءًا بمرور الوقت. وأوضحوا أن الحكومة الإندونيسية حظرت المساعدات الخارجية على الرغم من أن الحكومة أظهرت عدم قدرتها على مكافحة الحرائق بنفسها، وأنها قامت بتوزيع أقنعة دون المستوى على السكان المحليين. كما تم انتقاد الحكومة الإندونيسية لوعدها بخفض انبعاثات ثاني أكسيد الكربون بنسبة 20٪ لكنها فشلت في تقديم أي التزام بعدم إزالة الغابات حيث تفوقت البلاد على البرازيل من حيث إزالة الغابات. حققت إندونيسيا رقمًا قياسيًا جديدًا في موسوعة غينيس للأرقام القياسية باعتبارها الدولة التي شهدت أسرع تدمير للغابات بسبب الحرائق. كما تخطّت إندونيسيا خلال الأزمة الولايات المتحدة الأمريكية كثاني أكبر دولة منتجة لثاني أكسيد الكربون في العالم بسبب الضباب بعد الصين مباشرة. أدى الضباب الذي تسبب في ارتفاع مستويات تلوث الهواء إلى مستويات غير صحية للغاية في كل من ماليزيا وسنغافورة المجاورتين لإندونيسيا إلى التأثير أيضًا على دول المحيط الهادئ في جزيرة غوام، وجزيرة بالاو وجزيرة ماريانا الشمالية. إذ حذرت جينا جاميندي المتحدثة باسم مكتب الأمن الداخلي والدفاع المدني في جزيرة غوام المواطنين من توقع أن يؤدي الضباب إلى تقليل الرؤية والتأثير سلبًا على أولئك الذين يعانون من مشاكل في الجهاز التنفسي. وكانت جزر ميلانيزيا الغربية عرضة للرياح الناجمة عن إعصاري كوبو وتشامبي الذان أديا إلى سحب أعمدة الدخان من الحرائق واسعة النطاق في إندونيسيا وبابوا غينيا الجديدة. أفاد معهد الموارد العالمية في تقرير له صدر في أكتوبر (تشرين الأول) 2015 إنه منذ أوائل سبتمبر 2015 تجاوزت انبعاثات الكربون من الحرائق متوسط الإنتاج اليومي للولايات المتحدة الأمريكية في غضون 26 يومًا من أصل 44 يومًا. ووفقًا لتقرير المعهد فإنه إذا استمر الضباب حتى العام المقبل فقد يكون الضباب أسوأ أزمة ضباب حدثت في جنوب شرق آسيا منذ ضباب جنوب شرق آسيا عام 1997. كما صرح روبرت فيلد أحد علماء وكالة الفضاء الأمريكية ناسا من جامعة كولومبيا:
إذا استمرت التوقعات لموسم جاف أطول، فإن هذا يشير إلى أن عام 2015 سيصنف ضمن أكثر الأعوام خطورة على الإطلاق.
تعرضت الحكومة الإندونيسية للانتقاد بسبب ضعف إنفاذ القوانين البيئية في عمليات حرق الغابات السابقة، حيث ألقي القبض على العديد من الجناة الذين كانوا في الغالب من الموظفين في شركات زيت النخيل الإندونيسية وتمت مواجهتهم بأدلة قوية على انخراطهم في نشاط إجرامي، لكنهم تمكنوا في النهاية من الانفلات من عقوبات أشد.
تجمع مجموعة من الماليزيين أمام السفارة الإندونيسية في كوالالمبور للتعبير عن احتجاجهم على حرائق إندونيسيا غير القانونية. وفي تايلاند نظم حوالي 50 تايلانديًا احتجاجًا سلميًا أمام القنصلية الإندونيسية في مدينة سونغكلا لمطالبة الحكومة الإندونيسية بتسريع إجراءاتها في مكافحة الحرائق. كما بعث 20 مواطنًا تايلانديا اخرون يمثلون مجموعة سكان هاتياى سونجخلا المتضررين بالضباب الصادر من اندونيسيا برسالة إلى القنصلية الاندونيسية يطالبون فيها حكومة اندونيسيا بتحمل المسؤولية والالتزام بحل القضية. نشأت التوترات أيضًا مع سنغافورة عندما سحبت أكبر سلسلة متاجر هناك، وهي سلسلة إن تي يو سي فيربرايس، المنتجات الورقية التي تصنعها شركة آسيا للورق ولب الورق الإندونيسية، وهي الشركة التي اتهمت كواحدة من الشركات المسؤولة عن التسبب في أزمة الضباب.

## التبعات
إندونيسيا: أصدر الرئيس الإندونيسي جوكو ويدودو تعليماته للوكالات الحكومية بإلغاء التصاريح الممنوحة لشركات زيت النخيل المتورطة في حرق الغابات وحث على اعتقال المسؤولين عن هذه الممارسات. بينما أقر جوكو في سبتمبر 2015 أن الضباب المتكرر ليس بمشكلة يمكن حلها بسرعة، وأصر على أن إندونيسيا قد بذلت جهودًا كبيرة لمعالجة المشكلة، وأن نتائج هذه الجهود قد باتت قريبة وسيتم حل المشكلة في غضون ثلاثة أعوام. نشرت الحكومة الإندونيسية حوالي 25 ألف جندي من القوات المسلحة الوطنية الإندونيسية لمكافحة الحرائق. بينما اعتذر عضو البرلمان الإندونيسي حمداني مخضر سعيد لكل من ماليزيا وسنغافورة بشأن الضباب، وأكد نائب الرئيس الإندونيسي يوسف كالا موقفه بأن إندونيسيا ليست ملزمة بالاعتذار للدول المجاورة عن الضباب الناجم عن حرائق الغابات المستمرة لمدة شهر على الأكثر، بينما لم تكن هذه البلدان ممتنة على حد تعبيره لأشهر من الهواء النقي عندما لم تكن هناك حرائق. وفي خطاب منفصل قال كالا إن إندونيسيا منفتحة وطلب من حكومة سنغافورة إن أرادت المساعدة فلتساعد في حل الأزمة بالفعل وليس بالقول فقط. بينما رفض وزير البيئة والغابات الإندونيسي سيتي نوربايا بكار في وقت سابق أي عروض سنغافورية لمساعدة إندونيسيا قائلًا إن إندونيسيا لديها موارد كافية للتعامل مع الأزمة. شهد شهر أكتوبر (تشرين الأول) من عام 2015 قيام المجلس الوطني الإندونيسي لإدارة الكوارث بطلب المساعدة من ماليزيا أو سنغافورة أو أي دول أخرى لتوفير طائرات أكبر لمكافحة الحرائق المشتعلة في إندونيسيا. كان ذلك في نفس الوقت تقريبًا الذي وافق فيه مجلس الوزراء الإندونيسي والرئيس الإندونيسي أخيرًا على تلقي المساعدة الدولية لحل الأزمة. وأعلن الرئيس الإندونيسي أن إندونيسيا أصبحت تعمل بالتعاون مع عدد من الدول، ومن بينها سنغافورة، على حل الأزمة. وأفاد مسؤولون آخرون إن روسيا عرضت المساعدة أيضًا. وأوضح سكرتير مجلس الوزراء برامونو أنونج سبب رفض إندونيسيا في وقت سابق مساعدة سنغافورة قائلاً أنه إذا تلقت إندونيسيا المساعدة، فإن حكومة إندونيسيا لا تريدهم أن يطالبوا باعترافها بالفضل.
 ماليزيا: طالب رئيس الوزراء الماليزي نجيب رزاق إندونيسيا باتخاذ إجراءات ضد الشركات المسؤولة عن حرائق الغابات غير القانونية التي غطت أجزاء من جنوب شرق آسيا بالدخان، مضيفًا أن إندونيسيا وحدها هي التي يمكنها جمع الأدلة وإدانة الشركات المعنية. كما صرح وزير التعليم الماليزي محذر خالد في ذلك الوقت أن حكومة ماليزيا لن تتهاون في أي شيء قد يلحق الأذى بأطفال ماليزيا في المدارس. دعت الحكومة الماليزية إندونيسيا إلى التصديق على مذكرة تفاهم جديدة لمعالجة الضباب العابر للحدود. ووفقًا لوزير الموارد الطبيعية والبيئة الماليزي وان جونيدي توانكو جعفر فإن مذكرة التفاهم ستسمح لكلا البلدين بالمساعدة وتبادل الأفكار مع بعضهما البعض في حالة نشوب حرائق الغابت وأراضي الخث مع مطالبة إندونيسيا بالامتثال من جانبها إلى الدور الذي تلزمها به الصفقة. أعلنت الحكومة الماليزية إن إدارة الإطفاء والإنقاذ في مدينة ساراواك على استعداد للمساعدة في إخماد حرائق الخث في مدينة بونتياناك الواقعة بجزيرة كليمنتان في إندونيسيا إذا طُلب منها القيام بذلك. كما عرض الجيش الماليزي مساعدة إندونيسيا في مكافحة الحرائق في كل من جزيرتي سومطرة وكليمنتان كما صرح وزير الدفاع الماليزي هشام الدين حسين.
 سنغافورة: عرضت الحكومة السنغافورية في 3 يونيو 2015، قبل كل من موسم الجفاف وأزمة الضباب عام 2015، على إندونيسيا حزمة مساعدات لمكافحة الضباب، وقالت سنغافورة إن المساعدات كانت تقدم باستمرار منذ عام 2005. تضمن عرض عام 2015 ثلاث طائرات من طراز سي 130، وطائرة مروحية من طراز شينوك، بالإضافة إلى وفريق من قوة الدفاع المدني السنغافورية. تكرر عرض التعاون لحل الأزمة مع إندونيسيا في سبتمبر 2015 عندما تأثرت سنغافورة بالضباب. قبلت إندونيسيا العروض في البداية لكنها رفضتها بموجب بيان صدر في وقت لاحق عن وزير البيئة والغابات الإندونيسي كما أكده كبير المتحدثين باسم الوزارة السيد إيكا سويجيري. كررت سنغافورة منذ ذلك الحين عرضها وفقًا لوزير البيئة والموارد المائية السابق الدكتور فيفيان بالاكريشنان. كما ألقى الدكتور فيفيان البيان الوطني لسنغافورة خلال مؤتمر الأمم المتحدة للتنمية المستدامة لعام 2015، والذي عُقد في 27 سبتمبر 2015 في مقر الأمم المتحدة في مدينة نيويورك بالولايات المتحدة الأمريكية. اعتمد المؤتمر خطة التنمية المستدامة لعام 2030، وهي إطار إنمائي عالمي طويل الأجل يتضمن مجموعة من 17 هدفًا من أهداف التنمية المستدامة. كما دعا الوزير بالاكريشنان في البيان إلى تعاون إقليمي ودولي أوثق بشأن قضية التلوث بالضباب العابر للحدود في جنوب شرق آسيا. قبلت إندونيسيا أخيرًا عرض سنغافورة للمساعدة في 7 أكتوبر 2015 بعد أن أثر الضباب على أجزاء من جنوب شرق آسيا على مدار أكثر من شهر. وقالت وزارة الخارجية السنغافورية إن الطلب أرسل من خلال السفارة الإندونيسية في سنغافورة.
 تايلاند - أمر رئيس الوزراء التايلاندي برايوت تشان أو تشا وزارة خارجيته بالتعاون الوثيق مع الدول المجاورة لمعالجة المشكلة المزمنة التي عصفت بأجزاء من جنوب شرق آسيا. كما أصدر تعليماته للمسؤولين في كل مقاطعة متضررة برش الماء في الهواء للمساعدة في تحسين الرؤية وتوفير الأقنعة للجمهور. وصرحت حكومة تايلاند إنها ستضغط من أجل بذل جهود على مستوى رابطة دول جنوب شرق آسيا لمكافحة الضباب. كما عرضت الحكومة التايلاندية على نظيرتها الإندونيسية المساعدة في معالجة مشكلة الضباب وفقًا لنائب السكرتير الدائم لوزارة الخارجية فيتافاس سريفيهوك، حيث اعترف المبعوث الإندونيسي بأن جهود بلاده وحدها لم تكن كافية لوقف الحرائق.